# Kévin Bonnefoi
Kévin Bonnefoi (* 3. Dezember 1991 in La Seyne-sur-Mer) ist ein französischer Handballspieler.

## Karriere

### Verein

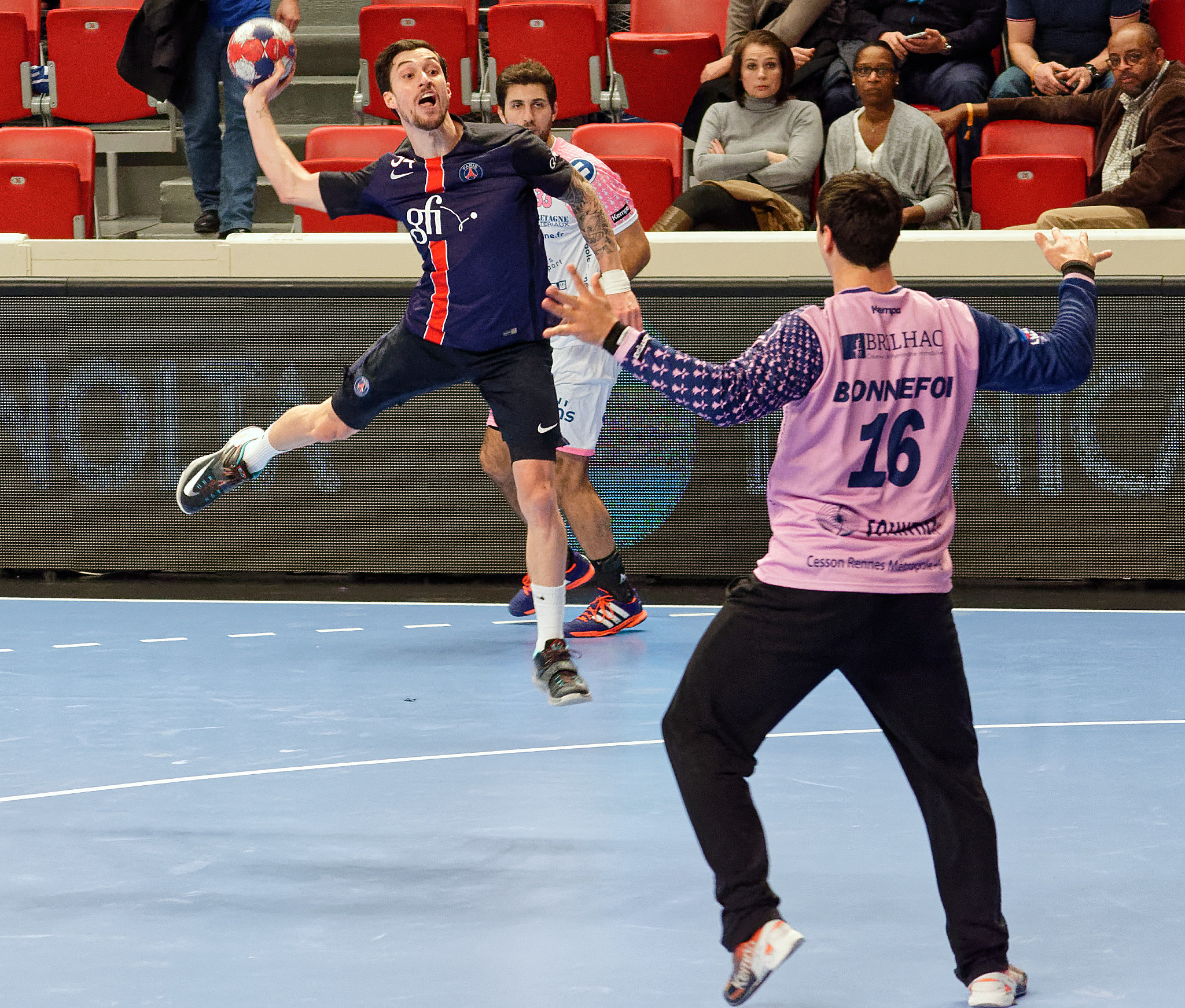
Kévin Bonnefoi (r.) im Duell mit Samuel Honrubia (2015)

Kévin Bonnefoi lernte das Handballspielen bei La Seyne Var Handball und im Nachwuchsleistungszentrum in Nizza. Ab 2011 stand er im Kader der Erstligamannschaft von Saint-Raphaël Var Handball. In der Saison 2012/13 wurde er an den Zweitligisten Istres OPH ausgeliehen. Anschließend kehrte er für ein Jahr nach Saint-Raphaël zurück und erreichte das Finale in der Coupe de la Ligue. Im Sommer 2014 wechselte der 1,90 m große Torwart zum Ligakonkurrenten Cesson Rennes Métropole HB. In der Saison 2015/16 wurde er zum besten Torhüter der Starligue gewählt. 2018 wurde er vom französischen Rekordmeister Montpellier Handball verpflichtet, wo er Vincent Gérard, der den Verein 2019 zu Paris Saint-Germain verließ, ersetzen sollte. In der ersten Saison wurde er an Fenix Toulouse Handball und HBC Nantes verliehen. Seit 2019 steht er bei Montpellier im Tor. Im Sommer 2023 wechselte er zum Schweizer Erstligisten HC Kriens-Luzern. Mit dem HC Kriens-Luzern gewann er 2025 den Schweizer Cup.

### Nationalmannschaft
In der französischen A-Nationalmannschaft debütierte Bonnefoi beim 46:30 gegen Griechenland am 5. Mai 2021 in Créteil. Im November 2021 nahm er mit Frankreich an der Golden League in Norwegen teil, wo die Mannschaft gegen Dänemark verlor und einen Tag darauf gegen Norwegen gewann. Zur Europameisterschaft 2022 wurde er als einer von fünf Torhütern in den erweiterten Kader aufgenommen, nahm aber nicht am Turnier teil. Bisher bestritt er diese drei Länderspiele.